# Personer i Sverige födda i Sri Lanka
Till personer i Sverige födda i Sri Lanka räknas de som är folkbokförda i Sverige och är födda i Sri Lanka. Enligt Statistiska centralbyrån fanns det 2017 i Sverige sammanlagt cirka 7 200 personer födda i Sri Lanka. Många av dem har adopterats som barn.

## Historisk utveckling

### Födda i Sri Lanka
| Personer i Sverige födda i Sri Lanka 1960–2024 | Personer i Sverige födda i Sri Lanka 1960–2024 | Personer i Sverige födda i Sri Lanka 1960–2024 | Personer i Sverige födda i Sri Lanka 1960–2024 | Personer i Sverige födda i Sri Lanka 1960–2024 |
| --- | ---------------------------------------------- | ---------------------------------------------- | ---------------------------------------------- | ---------------------------------------------- |
| |                                                |                                                |                                                |                                                |
| År |                                                |                                                | Folkmängd                                      |                                                |
| 1960 | 1960                                           |                                                | 8                                              |                                                |
| 1970 | 1970                                           |                                                | 36                                             |                                                |
| 1980 | 1980                                           |                                                | 1 479                                          |                                                |
| 1990 | 1990                                           |                                                | 4 441                                          |                                                |
| 2000 | 2000                                           |                                                | 5 854                                          |                                                |
| 2001 | 2001                                           |                                                | 5 964                                          |                                                |
| 2002 | 2002                                           |                                                | 6 030                                          |                                                |
| 2003 | 2003                                           |                                                | 6 096                                          |                                                |
| 2004 | 2004                                           |                                                | 6 157                                          |                                                |
| 2005 | 2005                                           |                                                | 6 228                                          |                                                |
| 2006 | 2006                                           |                                                | 6 350                                          |                                                |
| 2007 | 2007                                           |                                                | 6 455                                          |                                                |
| 2008 | 2008                                           |                                                | 6 539                                          |                                                |
| 2009 | 2009                                           |                                                | 6 652                                          |                                                |
| 2010 | 2010                                           |                                                | 6 722                                          |                                                |
| 2011 | 2011                                           |                                                | 6 790                                          |                                                |
| 2012 | 2012                                           |                                                | 6 885                                          |                                                |
| 2013 | 2013                                           |                                                | 6 911                                          |                                                |
| 2014 | 2014                                           |                                                | 6 958                                          |                                                |
| 2015 | 2015                                           |                                                | 7 025                                          |                                                |
| 2016 | 2016                                           |                                                | 7 101                                          |                                                |
| 2017 | 2017                                           |                                                | 7 176                                          |                                                |
| 2018 | 2018                                           |                                                | 7 302                                          |                                                |
| 2019 | 2019                                           |                                                | 7 472                                          |                                                |
| 2020 | 2020                                           |                                                | 7 612                                          |                                                |
| 2021 | 2021                                           |                                                | 7 942                                          |                                                |
| 2022 | 2022                                           |                                                | 9 181                                          |                                                |
| 2023 | 2023                                           |                                                | 10 420                                         |                                                |
| 2024 | 2024                                           |                                                | 11 380                                         |                                                |
| Anm.: Befolkning den 31 december respektive år förutom åren 1960 och 1970 som avser förhållandet den 1 november och år 1980 som avser förhållandet den 15 september. |                                                |                                                |                                                |                                                |